# Chycina
Chycina (niem. Weißensee) – wieś w Polsce położona w województwie lubuskim, w powiecie międzyrzeckim, w gminie Bledzew.
W latach 1975–1998 miejscowość administracyjnie należała do województwa gorzowskiego.
W miejscowości, nad jeziorem Chycina znajduje się ośrodek dydaktyczno-socjalny Akademii Wychowania Fizycznego im. Eugeniusza Piaseckiego w Poznaniu.

## Nazwa
Od XIV wieku miejscowość notowana w dokumentach jako Wycense. Po raz pierwszy w 1303 Wycense, 1305 Wisenze, 1313 Weissensese, 1352 Chyczina, 1354 Wissenze, Vycziasche, 1355 Wizenssee, 1384 Wysense, 1403 Chicino, 1405 Choczino, 1424 Chycziny, 1944 Weißensee  .
Miejscowość nosiła dwie nazwy: polską Chycina oraz niemiecką Weißensee. Nazwa polska pochodzi od nazwy osobowej Chycza z dodatkiem sufiksu -ino, -ina. Nazwa osobowa jest etymologicznie powiązana ze staropolskim słowem chycza oznaczającym chatę, zagrodę chłopską, dom. Niemiecka nazwa składa się z dwóch wyrazów weiß – biały, czysty oraz See – jezioro.

## Historia

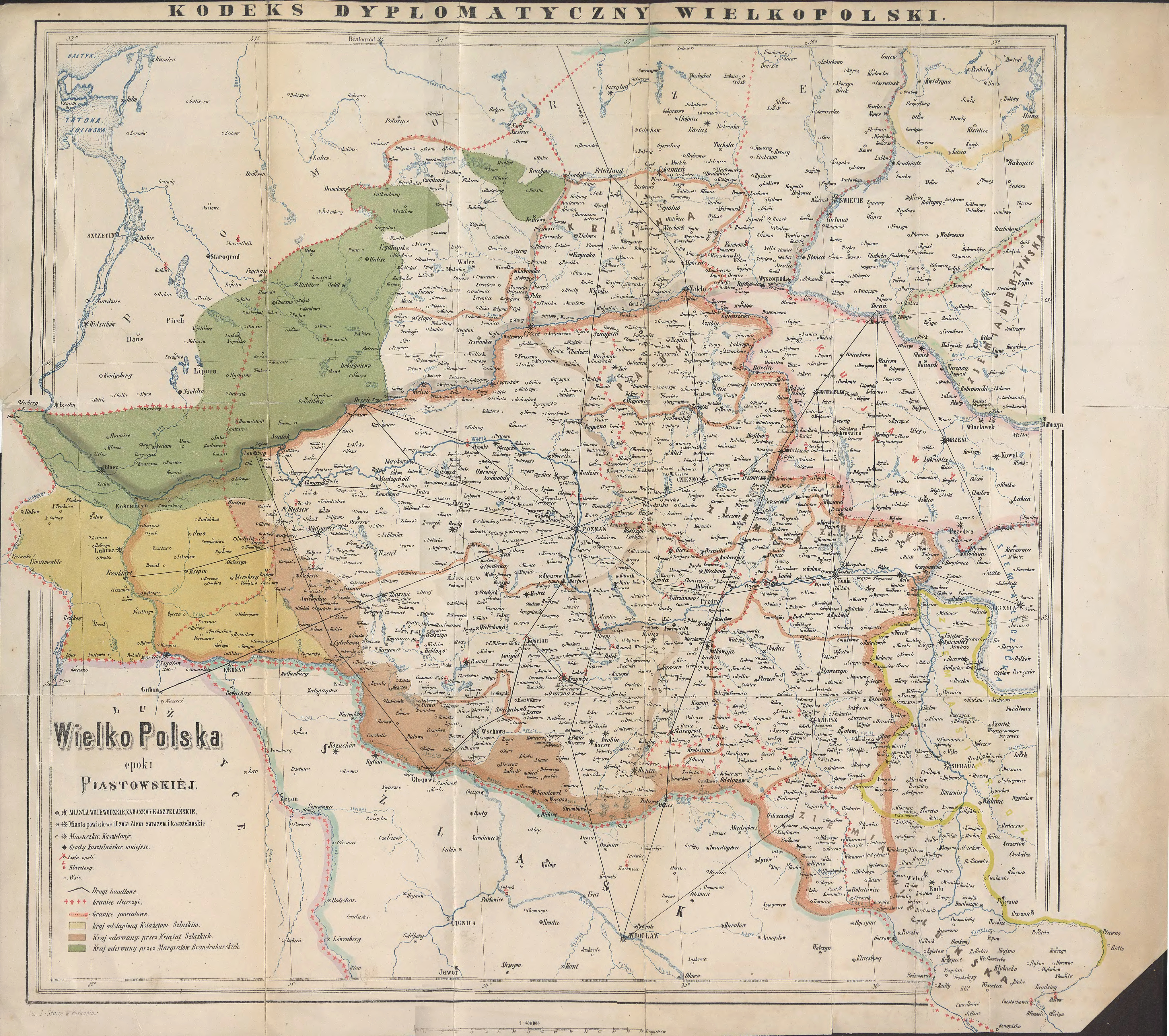
Chycina jako Chyciny na historycznej mapie Wielkopolski sporządzonej w 1888 roku według danych zaczerpniętych z Kodeksu dyplomatycznego.

Historycznie wieś jest częścią Wielkopolski co wielokrotnie odnotowują dokumenty zebrane w Kodeksie dyplomatycznym Wielkopolski .
W pobliżu miejscowości znajdują się relikty dobrze zachowanego wczesnośredniowiecznego grodziska tzw. Góra Zamkowa leżące w dawnym zakolu rzeki Obry, które datowane są przez archeologów na VII-X wiek.
Wieś była początkowo własnością szlachecką i istnieje co najmniej od XIV wieku. W 1303 roku wymieniona została w łacińskim dokumencie jako Wycense. Dokument był aktem darowizny komesa Chyciny Wisława (Vizlavus comes in Wycense) oraz Borzysława (Borislavus comitis Gothzlay), którzy podarowali cystersom z Paradyża dwie części dziedziny miejscowości Pieski Małe. Dokument odnotował również jako świadka miejscowego plebana Fridericus in Wycense  .
W XVI wieku dokumenty historyczne notują właściciela miejscowości Jana Chycińskiego, który był burgrabią zamku w Grabowie w ziemi wieluńskiej w 1522 został on zwolniony z wyprawy wojennej i wyznaczony do obrony zamku w Międzyrzeczu . Od 1545 właścicielem Chyciny oraz sąsiedniego Goruńska był Zygmunt Bukowiecki, któremu te wsie wniosła w posagu żona Anna Chycińska .
Miejscowość wymieniona jest w XVI wiecznych dokumentach podatkowych. W 1563 właściciel wsi płacił pobór od 3 1/4 łana oraz 2 młynów napędzanych kołem wodnym. W miejscowości znajdowała się wówczas karczma oraz 1 komornik. W 1577 płatnikiem poboru był właściciel wsi Abraham Bukowiecki. W 1580 dokumenty podatkowe odnotowują istnienie kościoła parafialnego we wsi. Właścicielem miejscowości był wówczas Adam Bukowiecki, który płacił podatki od 3,5 łana. We wsi były także 2 młyny, 12 zagrodników, 2 osadników płacących od 1 pługa, 65 owiec i 3 pasterzy .
Miejscowość objęta reformacją, podczas której miejscowy kościół zajęli początkowo luteranie, a później przybyli z Czech do Rzeczypospolitej Bracia czescy uciekający do Polski przed prześladowaniami religijnymi. W 1640 dziedzic wsi nie pozwolił archidiakonowi pszczewskiemu Braneckiemu odbyć wizyty w kościele.
Wskutek II rozbioru Polski w 1793 r., miejscowość przeszła pod władanie Prus i jak cała Wielkopolska znalazła się w zaborze pruskim. Po zwycięskim dla Polaków powstaniu wielkopolskim 1806 roku miejscowość w latach 1807–1815 leżała w departamencie poznańskim Księstwa Warszawskiego. Od 1818 podobnie jak inne miejscowości wielkopolskie ponownie znalazła się w zaborze pruskim i należała do powiatu międzychodzkiego Wielkiego Księstwa Poznańskiego. Według opisu statystycznego Wielkopolski z 1841 autorstwa Ludwika Platera Chycino liczyło 268 mieszkańców.
Pod koniec XIX wieku jako wieś i folwark leżące w powiecie międzyrzeckim dwukrotnie odnotował miejscowość XIX wieczny Słownik geograficzny Królestwa Polskiego. Wieś miała wówczas 28 domów i 247 mieszkańców. Liczyła w sumie 5194 morg powierzchni i należała do niemieckiej familii Kalkreuthów.

## Zabytki
Do wojewódzkiego rejestru zabytków wpisany jest:
- dwór szachulcowy z XVIII/XIX, XX, nie istnieje.

## Przyroda
W Chycinie (na terenie leśnictwa Chycina) rośnie okazały dąb szypułkowy, to drzewo o obwodzie 707 cm (w 2012 roku).